# Eloisa Passaro
Eloisa Passaro (12 de julio de 1997) es una deportista italiana que compite en esgrima, especialista en la modalidad de sable.
En los Juegos Europeos de Cracovia 2023 consiguió dos medallas, plata por equipos y bronce individual. Ganó una medalla de plata en el Campeonato Europeo de Esgrima de 2022, en la prueba por equipos.

## Palmarés internacional
| Juegos Europeos    | Juegos Europeos    | Juegos Europeos   | Juegos Europeos   |
| Año                | Lugar              | Medalla           | Prueba            |
| ------------------ | ------------------ | ----------------- | ----------------- |
| 2023               | Cracovia (Polonia) | Medalla de plata  | Sable por equipos |
| 2023               | Cracovia (Polonia) | Medalla de bronce | Sable individual  |
| Campeonato Europeo |                    |                   |                   |
| Año                | Lugar              | Medalla           | Prueba            |
| 2022               | Antalya (Turquía)  | Medalla de plata  | Sable por equipos |